# Sinopesa
Sinopesa là một chi nhện trong họ Nemesiidae.
Sinopesa được miêu tả năm 1995 bởi Raven & Schwendinger.

## Các loài
Sinopesa có các loài sau:
- Sinopesa guangxi Raven & Schwendinger, 1995
- Sinopesa kumensis Shimojana & Haupt, 2000
- Sinopesa maculata Raven & Schwendinger, 1995